# James Hamilton Traill
James H. Traill, avstralski častnik, vojaški pilot in letalski as, * 8. julij 1895, Bligh, Cassilis, New South Wales, † 1967.  	
Nadporočnik Traill je v svoji vojaški karieri dosegel 6 zračnih zmag.  

## Odlikovanja
- Distinguished Flying Cross (DFC)